# Chess.com
Chess.com — шахова інтернет-спільнота, шаховий сервер і соціальна мережа, а також назва компанії, що керує цим вебсайтом. Згідно з рейтингом Alexa chess.com є найбільш відвідуваним шаховим сайтом в Інтернеті.

## Історія
Домен chess.com заснувала 1995 року компанія Aficionado для продажу тренувальної шахової програми «Chess Mentor». 2005 року Інтернет-підприємець Ерік Аллебест і його партнер Джером Jay Северсон купили доменне ім'я і зібрали команду розробників програмного забезпечення, щоб переробити сайт на шаховий портал. Сайт заново запустили 2007 року.. Аллебест грає в шахи на любительському рівні. Завдяки інтенсивній рекламі через соціальні медіа сайт швидко розростався, привертаючи увагу випадкових гравців. 2009 року chess.com оголосив про поглинення схожої шахової соціальної мережі chesspark.com.
В жовтні 2013 року chess.com придбав голландський сайт шахових новин chessvibes.com. Згідно з головною сторінкою сайт має понад 9 мільйонів учасників.
На Chess.com регулярно проводяться «матчі смерті»: двом титулованим гравцям платять за те, щоб вони грали серії бліц ігор (5 хвилин, 3 хвилини, 1 хвилина, всі з односекундним додаванням на кожен хід). Дотепер відбулось 24 матчі смерті, деякі з них між провідними гравцями: Дмитро Андрєйкін, Ле Кванг Льєм, Веслі Со, Георг Майєр, Аркадій Найдіч, Люк Ван Велі, Фабіано Каруана, Юдіт Полгар і Найджел Шорт.

### Відповідь на російське вторгнення в Україну
У відповідь на російське вторгнення в Україну у 2022 році Chess.com опублікував дві статті з критикою російського вторгнення та замінив російські та білоруські прапори посиланням на ці статті. Через це Chess.com заблокували в Росії.
Також сайт заблокував російського (раніше українського) гросмейстера Сергія Карякіна через його підтримку вторгнення, а Карякін, у свою чергу, підтримав блокування сайту в Росії.

## Можливості
Chess.com застосовує бізнесову модель freemium: головні можливості сайту безкоштовні, але гравці мають платити за додаткові можливості.
Відвідувачі можуть грати в живому режимі і режимі заочних шахів. Гравці можуть також грати проти шахових рушіїв, а також брати участь у матчах за голосуванням, в яких гравці утворюють команди й голосують за найкращі ходи. Додаткові можливості включають програмовані тренери з тактики, шахові форуми, статті, новини, завантаження, дебютні бази даних, групи, трансляції наживо, щоденні шахові задачі, тренери онлайн і базу даних шахових партій з більш ніж 2 мільйонами ігор.
Компанія публікує велику кількість статей на різні теми, пов'язані з шахами, включаючи шахову стратегію, теорію дебютів та історію. Серед постійних дописувачів Грегорі Серпер, Брюс Пандольфіні, Рафаель Лейтао, Ден Хейсман, Джеремі Сілман, Петар Генов і Наталя Погоніна.
Chess.com застосовує політику проти використання шахових рушіїв у всіх видах гри, окрім нерейтингових ігор, де обидва гравці домовились про це. 2009 року сайт прийняв політику «name and shame» проти нечесної гри й веде чорний список.